# Водолазный скафандр

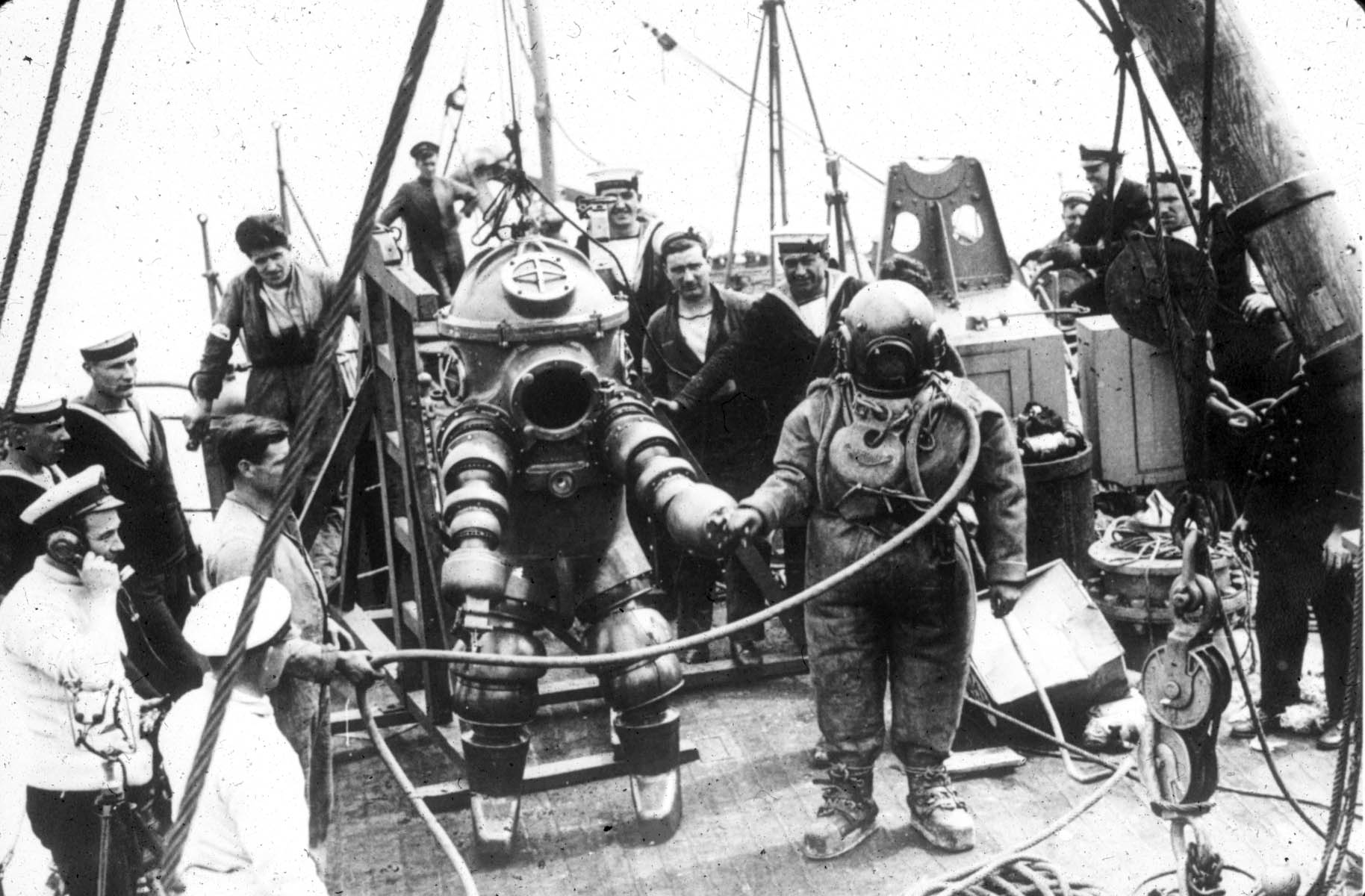
Два водолаза в жёстком и мягком водолазном снаряжении (слева направо) подготавливаются к погружению для исследования лайнера Лузитания, 1935 год.

Водолазный скафандр — специальное снаряжение, предназначенное для изоляции водолаза от внешней среды.
Части снаряжения образуют специальную оболочку, непроницаемую для газов и воды. Скафандры подразделяются на жёсткие (нормобарические, или атмосферные) и мягкие.

## Жёсткий водолазный скафандр

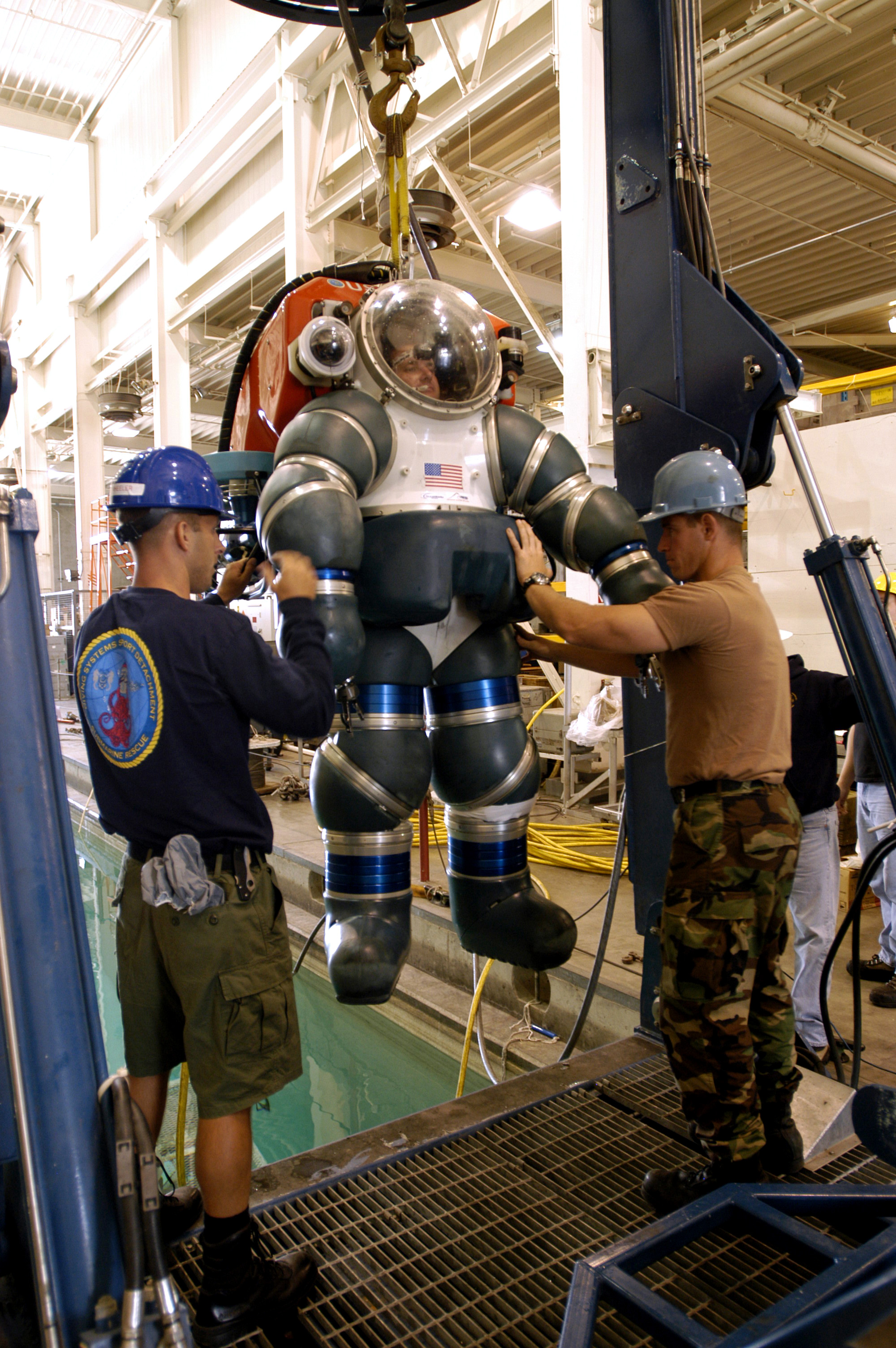
Тренировка с использованием нормобарического водолазного снаряжения.

Также называется нормобарическим, или атмосферным.
По ГОСТ Р 52119-2003:
Жёсткий водолазный скафандр предназначен для подводного наблюдения и выполнения водолазных работ оператором находящимся в условиях нормального внутреннего давления (Техника водолазная. Термины и определения).
Снаряжение, предназначенное для глубоководных (до 600 метров) работ, во время которых на водолаза действует обычное атмосферное давление, что снимает проблему декомпрессии, исключает азотное, кислородное и иные отравления.
В настоящее время на снабжении ВМФ России находится четыре комплекта жёстких водолазных скафандров «HS-1200» (канадской фирмы «Oceanworks») с рабочей глубиной погружения 365 метров.

## Мягкий водолазный скафандр
Изготовлен из резины, шлем сделан из металла. Не изолирует водолаза от воздействия давления внешней среды (воды). Самым простым примером мягкого водолазного скафандра может служить трехболтовое водолазное снаряжение.